# Campus de la Universidad del Temple
La Universidad del Temple cuenta con varios campus, en Pensilvania (Estados Unidos) y en el extranjero.

## Pensilvania
Los distintos campus en Pensilvania son:
- Campus central: Situado en Filadelfia, está al norte del centro de la ciudad.
- Campus de medicina en Filadelfia: También situado en Filadelfia, con dos hospitales.
- Campus en Ambler: Situado en Ambler, Pensilvania cerca de Filadelfia. Cuenta con 325 profesores y más de 4600 alumnos.
- Campus de Harrisburg: En la Strawberry Square, ofrece distintos grados en educación.
- Fort Washington campus: El campus de Fort Washington ofrece títulos de postgrado en negocios, ingeniería informática, educación, farmacia y de artes liberales.

## Campus en el extranjero

### Universidad de Temple en Japón
Es la más grande universidad extranjera de Japón, es también denominada TUJ. Hay más de 40 países con alumnos, y hay 1286 alumnos en total.

### Otros
- En Londres (Inglaterra).
- En Roma (Italia).

## Antiguos campus
- El Tyler School of Art, campus de la Escuela de Arte, ubicado en Elkins Park, Pensilvania.